# Code Project
Code Project（旧称：The Code Project）は、ウェブ開発、ソフトウェア開発、C++、Javaなど、様々なトピックやプログラミング言語に関する記事が掲載されている、コンピュータプログラマのためのコミュニティである。サイトの訪問者がユーザーアカウントを登録すると、「評価」が集められるようになり、集めた評価に応じて、ユーザーアカウント領域へのファイルの保存、プロファイルでのハイパーリンクの使用など、様々な特典が得られる。メンバーになると、他の訪問者が閲覧できる記事やコードを執筆・アップロードできるようにもなる。
記事のトピックとしては、プログラミング一般や、GUIデザイン、アルゴリズム、共同開発に関係するものがある。大部分の記事は、ユーザーがアップロードしたもので、外部ソースのものはほとんどない。ほぼすべての記事にはソースコードと使用例が含まれており、個別にダウンロードすることができる。また、ほとんどの記事およびコードはCode Project Open License（CPOL）の下で公開されているが、ライセンスはユーザが自由に設定することもできる。記事は審査と編集のフェースを経て公開することができるが、未審査の記事として公開することもできる。
Code Projectはレーティングおよびコメントシステムを利用することで、質の悪い記事をフィルタリングし、良い記事を見つけやすくしている。フォーラムも存在し、難しいソフトウェア開発上の問題を解決するための情報源にもなっている。
記事の執筆者は、単なるサンプルコードのコレクションではなく、プログラミング上のコンセプトや概念、設計の決定に役に立つ議論を説明するよう推奨されている。2010年には、通常の記事のフォーマットとは異なる "Tips and Tricks" が導入され、記事を執筆するほどの長さを持たない、短いコードスニペットを投稿することができるようになった。
Code Projectは豊かな情報源や価値あるリソースとなるべく努力しており、ユーザーに対して、コミュニティに返すことができるソースコードや知識を共有することを推奨している。
また、Code Projectは著名な開発者とのインタビューも行っており、様々な分野ごとにCode Project Members Choice Awardsと呼ばれる賞を贈っている。この賞の受賞者は、Code Projectメンバーと編集者の投票によって決定されるため、アプリケーション開発者がどのような企業や製品を最も価値があるとみなしているのかを反映したものになっている。
少数のユーザーには、Code ProjectからMVPという称号を贈られることがある。このCode ProjectのMost Valuable Professional awardは、1年に1度、記事の執筆とサイト上での質問への回答の両面において、最もコミュニティに貢献したユーザーに贈られる。最近の受賞者は、このリストから見ることができる。

## コミュニティー[5]
プログラミングに関係のない話題を扱えるフォーラムも存在し、そこでは、ニュースやスポーツイベントなどについて議論したり、最新のスレッドにコメントを付けることもできる。'The Lounge'（ラウンジ）には非常に分量の多い投稿も存在し、2013年8月には、最高メンバー数1000万人を記録した。

## 言語[6]
Code Projectでは、以下のようなプログラミング言語に関する記事が書かれている。
- C/C++ (Microsoft Foundation Classesが重視されているが、他の分野のものも多数扱われている)
- C#[7]
- VB.NET
- ASP
- JavaScript
- Common Lisp
- Ajax
- SQL
- Delphi
- Java
- Perl

## トピック
Code Projectでは、以下のようなトピックに関係する記事がかかれている。
- Android
- iOS
- Internet of Things
- ウェブ開発
- プログラミング
- モバイル開発
- コンピュータグラフィックス